# Francis Capra
Francis Capra (ur. 22 kwietnia 1983 w Nowym Jorku) – amerykański aktor.
W 1991 był nominowany do Young Artist Award za rolę 9–letniego Calogero 'C' Anello w dramacie kryminalnym Roberta De Niro Prawo Bronxu (1993).

## Życiorys
Urodził się jako syn Ann Marie Capry i Pascascio Capry. Jego rodzina miała pochodzenie włoskie i dominikańskie. Wychował się w Bronksie z bratem Asą oraz siostrami – Avą i Chanel (ur. 25 czerwca 1978). Ukończył szkołę katolicką Matki Bożej Wniebowziętej. Naukę kontynuował w California Institute of Technology. Jego ojciec został zastrzelony w 2003.
Debiutował na kinowym ekranie mając 10 lat w Prawie Bronxu (1993). Wystąpił jako Elvis w teledysku Michaela Jacksona „Childhood” (1995) z Jasonem Jamesem Richterem. Najbardziej jednak jest znany z roli w serialu Weronika Mars (2004–2007, 2019), gdzie zagrał postać Eli „Weevila” Navarro. Zagrał też epizodycznie w serialu Życie na fali. Najbardziej widoczny był w filmach The Last Night i Crank. Jako nastolatek zagrał w takich filmach, jak Czarodziej Kaazam (Kaazam), Proste życzenie (A Simple Wish) czy Uwolnić orkę 2 (Free Willy 2).
Capra ma firmę produkcyjną Take Off Productions, którą prowadzi wraz z aktorem De’Aundre Bonds.

## Filmografia

### Filmy
- 1993: Prawo Bronxu (A Bronx Tale) jako Calogero (lat 9)
- 1995: Uwolnić orkę 2 (Free Willy 2: The Adventure Home) jako Elvis
- 1996: Czarodziej Kazaam (Kazaam) jako Maxwell „Max” Connor
- 1997: Proste życzenie (A Simple Wish) jako Charlie Greening
- 1998: Punki z Salt Lake City (SLC Punk!) jako młody Bob
- 2002: QIK2JDG (krótkometrażowy) jako Jackal
- 2003: Pledge of Allegiance jako Pat
- 2003: 44 minuty: Strzelanina w północnym Hollywood (44 Minutes: The North Hollywood Shoot-Out, TV) jako Lewis
- 2005: Dishdogz jako Cooper
- 2005: Wydział Venice Underground (Venice Underground) jako T-Bone
- 2006: Adrenalina jako zakapturzony przywódca magazynu
- 2007: Czarna lukrecja (Black Irish) jako Anthony
- 2011: Brudny glina jako Seize Chasco
- 2014: Weronika Mars jako Eli „Weevil” Navarro

### Seriale
- 1996: My Guys jako Francis DeMarco
- 1997: 413 Hope St. jako Tony Garrett
- 2001: Strażnik Teksasu (Walker, Texas Ranger) jako Ace
- 2001: Jak dwie krople wody (So Little Time) jako Tony
- 2002: The Shield: Świat glin jako Jesus Rosales
- 2003: Życie na fali (The O.C.) jako Z
- 2003: Obrońca (The Guardian) jako Donny Longo
- 2003: Babski oddział (The Division) jako James Barlow
- 2003: CSI: Kryminalne zagadki Las Vegas jako twardy punk
- 2003: American Dreams jako Palladino
- 2004: Bez śladu (Without a Trace) jako Tito Cruz
- 2004: Jordan w akcji (Crossing Jordan) jako Jacob Harris
- 2004–2007, 2019: Weronika Mars (Veronica Mars) jako Eli „Weevil” Navarro
- 2005: Potyczki Amy (Judging Amy) jako Marcus
- 2005: Ślepa sprawiedliwość (Blind Justice) jako Mike Barreras
- 2006–2008: Herosi (Heroes) jako Jesse Murphy
- 2007: Podkomisarz Brenda Johnson jako Miguel Torres
- 2007: Zabójcze umysły jako Ervin
- 2008: Lincoln Heights jako Carlo
- 2008: Synowie Anarchii jako Jesse Murphy
- 2009: Castle jako Juan Restrepo
- 2009: Agenci NCIS jako Eddie Castillo
- 2010: Zaprzysiężeni jako Pablo Torres
- 2010: Kości jako Antony Truxton
- 2014: Wirus jako Crispin Elizalde
- 2014: Agenci NCIS: Los Angeles jako Salazar
- 2018–2019: iZombie jako Baron